# Julianus
Marcus Aurelius Iulianus Sabinus (corrector Venetiae et Histriae) (né en ? - début 285 près de Vérone), connu aussi sous le nom de Julianus ou Julien de Pannonie, était un usurpateur romain.

## Sources
On dispose de peu d'informations à son sujet. Les sources littéraires antiques se limitent à Aurelius Victor, l'Epitome de Cesaribus, Polemius Silvius et un fragment plus détaillé attribué à Zosime,. Quelques rares monnaies émises à son effigie complètent la documentation.  

## Biographie
Zosime et l'Epitome le nomment Sabinus Julianus, les autres auteurs n'indiquent que Julianus. Seules les monnaies de billon donnent son nom développé IMP C(aesar) M(arcus) Aur(elius) IULIANUS.
Julianus était corrector (gouverneur) en Vénétie et en Istrie. Aurelius Victor déclare qu'il prit les armes contre l'empereur Carin dans la région de Pannonie dès l'annonce de la mort de l'empereur Carus soit à l'été 283, tandis que Zosime et l'Epitome placent son usurpation à l'annonce de la mort de Numérien, fin 284, ce qui est plus probable. Peut-être espérait-il une alliance avec Dioclétien qui, à la mort de Numérien, avait été acclamé empereur par l'armée d'Orient et était déjà en guerre contre Carin.
Julianus passa en Italie avec ses troupes. Carin, venant de Bretagne, marcha à sa rencontre, le vainquit sans difficulté et le fit égorger.
On connait de lui quelques émissions monétaires, en or (des aurei) et en billon (des aureliani).
Julianus, appelé aussi Julien de Pannonie, ne doit pas être confondu avec Didius Julianus (193) ou avec Julien (361-363).